# 舌根音
舌根音是按发音部位分类的一类辅音。在一般语音学家的术语裡，“舌根”位于“舌面后部”的后下方，与“咽壁”等被动发音部位相对。也有用作泛指由软颚至声门部位的辅音。

## 汉语发音
汉语发音研究中，“舌根音”也称“舌面后音”，其发音位置在舌根和软腭间，是气流在这一部位受到阻碍后发出的辅音。
汉语普通话21个独立声母辅音根据发音部位分为唇音、舌尖音、舌面音和舌根音。其中舌根音主要有3个，即g（/g/）、k（/k/）和h（/h/），发音时/k/比/g/冲出的气流强，/h/是气流从舌根与软腭间的窄缝摩擦成声。在汉语拼音全部的398个音节中舌根音/g/、/k/、/h/分别有19个、18个和19个，约占音节总数的14%。
現代標準漢語用于韻尾的/ŋ/也被认为属舌根音，/ŋ/在一些方言中也可用作声母。